# Kazuki Egashira
Kazuki Egashira (江頭 一輝 Egashira Kazuki?), född 13 maj 1997 i Yamaguchi prefektur, är en japansk fotbollsspelare.
Egashira började sin karriär 2016 i Oita Trinita. Efter Oita Trinita spelade han för Suzuka Unlimited FC och Iwate Grulla Morioka.